# Pierre Cornud
Pierre Cornud (Avignone, 12 dicembre 1996) è un calciatore francese, difensore del Maccabi Haifa.

## Carriera
Nato ad Avignone, inizia la sua carriera nelle giovanili del Montpellier, venendo aggregato alla rosa della seconda squadra per la stagione 2014-2015, chiusa con la retrocessione nel Championnat de France amateur 2. Nel 2016 si trasferisce al Digione, dove gioca esclusivamente con la squadra riserve; il 27 luglio 2016 gioca la sua unica partita con la prima squadra, in un amichevole contro il Sunderland.
L'11 agosto 2017 firma un contratto triennale con il Maiorca, dopo un provino andato a buon fine; inizialmente è stato aggregato alla rosa della seconda squadra, militante in Tercera División. Il 6 luglio 2018 viene girato in prestito alla Linense, in Segunda División B, nella trattativa che coinvolge anche Stoichkov.
Il 30 agosto 2019 viene nuovamente girato in prestito, questa volta alla seconda squadra del Real Oviedo, per la stagione 2019-2020. Il 29 gennaio dell'anno successivo, viene interrotto il prestito con l'Oviedo e quindi viene ceduto a titolo temporaneo all'Ibiza.
Il 14 agosto 2020 viene ceduto in prestito al Sabadell, società neopromossa in Segunda División. Il 19 settembre successivo ha debuttato tra i professionsiti, nella sconfitta per 1-2 contro il Rayo Vallecano.
Il 2 luglio 2021, in seguito alla retrocessione del Sabadell, firma un contratto biennale con il Real Oviedo, altro club della seconda divisione spagnola.

## Statistiche

### Presenze e reti nei club
Statistiche aggiornate al 13 febbraio 2022.
| Stagione             | Squadra              | Campionato           | Campionato | Campionato | Coppe nazionali | Coppe nazionali | Coppe nazionali | Coppe continentali | Coppe continentali | Coppe continentali | Altre coppe | Altre coppe | Altre coppe | Totale | Totale |
| Stagione             | Squadra              | Comp                 | Pres       | Reti       | Comp            | Pres            | Reti            | Comp               | Pres               | Reti               | Comp        | Pres        | Reti        | Pres   | Reti   |
| -------------------- | -------------------- | -------------------- | ---------- | ---------- | --------------- | --------------- | --------------- | ------------------ | ------------------ | ------------------ | ----------- | ----------- | ----------- | ------ | ------ |
| 2014-2015            | Montpellier 2        | CFA                  | 14         | 0          |                 | -               | -               |                    | -                  | -                  |             | -           | -           | 14     | 0      |
| 2015-2016            | Montpellier 2        | CFA2                 | 17         | 0          |                 | -               | -               |                    | -                  | -                  |             | -           | -           | 17     | 0      |
| Totale Montpellier 2 | Totale Montpellier 2 | Totale Montpellier 2 | 31         | 0          |                 | -               | -               |                    | -                  | -                  |             | -           | -           | 31     | 0      |
| 2016-2017            | Digione 2            | CFA2                 | 21         | 0          |                 | -               | -               |                    | -                  | -                  |             | -           | -           | 21     | 0      |
| 2017-2018            | Maiorca              | SDB                  | 0          | 0          | CR              | 1               | 0               |                    | -                  | -                  |             | -           | -           | 1      | 0      |
| 2018-2019            | Linense              | SDB                  | 35         | 0          |                 | -               | -               |                    | -                  | -                  |             | -           | -           | 35     | 0      |
| 2019-gen. 2020       | Real Oviedo B        | SDB                  | 20         | 1          |                 | -               | -               |                    | -                  | -                  |             | -           | -           | 20     | 1      |
| gen.-giu. 2020       | Ibiza                | SDB                  | 6          | 0          | CR              | -               | -               |                    | -                  | -                  |             | -           | -           | 6      | 0      |
| 2020-2021            | Sabadell             | SD                   | 29         | 0          | CR              | 0               | 0               |                    | -                  | -                  |             | -           | -           | 29     | 0      |
| 2021-2022            | Real Oviedo          | SD                   | 21         | 0          | CR              | 1               | 0               |                    | -                  | -                  |             | -           | -           | 22     | 0      |
| Totale carriera      | Totale carriera      | Totale carriera      | 163        | 1          |                 | 2               | 0               |                    | -                  | -                  |             | -           | -           | 165    | 1      |